# سوسکچه الماس
سوسکچه الماس (نام علمی: Chrysolopus spectabilis) نام یک گونه از تیره سوسکچه‌های خرطوم‌دار است. این حشره در جنوب شرقی استرالیا زندگی می‌کند. سوسکچه الماس که نخستین حشره کشف شده در استرالیاست توسط اولین سفر جیمز کوک به این جزیره شناسایی گردید. طول این سوسکچه ۲۵ میلی‌متر است.